# Prothema fasciolata
Prothema fasciolata är en skalbaggsart som beskrevs av Aurivillius 1925. Prothema fasciolata ingår i släktet Prothema och familjen långhorningar.
Artens utbredningsområde är Brunei. Inga underarter finns listade i Catalogue of Life.